# Madagascar aux Jeux olympiques d'hiver de 2022
La participation de Madagascar est attendue aux Jeux olympiques d'hiver de 2022 à Pékin en Chine. Il s'agit de la deuxième participation consécutive de la délégation malgache à des jeux olympiques d'hiver et la troisième depuis 2006.
La délégation est représentée par deux athlètes, les skieurs Mialitiana Clerc, âgée de 20 ans au moment de la compétition  et Mathieu Neumuller, 18 ans.
Mialitiana Clerc est née à Madagascar et a été adoptée à l'âge d'un an par une famille française habitant Etaux en Haute-Savoie,,. Première femme à représenter Madagascar aux Jeux olympiques d'hiver, Clerc participe à ses deuxièmes Jeux. Encouragé par Mialitiana Clerc à représenter son pays d'origine, Mathieu Neumuller, natif de Mont-de-Marsan et licencié au club des Deux Alpes, participe quant à lui à ses premiers Jeux.

## Résultats

### Ski alpin
| Athlète           | Épreuve             | 1re manche   | 1re manche | 2e manche    | 2e manche | Total         | Total   |
| Athlète           | Épreuve             | Temps        | Rang       | Temps        | Rang      | Temps         | Rang    |
| ----------------- | ------------------- | ------------ | ---------- | ------------ | --------- | ------------- | ------- |
| Mialitiana Clerc  | Slalom géant femmes | 1 min 8 s 71 | 52e        | 1 min 7 s 31 | 42e       | 2 min 16 s 02 | 41e     |
| Mialitiana Clerc  | Slalom femmes       | 1 min 2 s 22 | 51e        | 1 min 0 s 66 | 43e       | 2 min 2 s 88  | 43e     |
| Mathieu Neumuller | Slalom géant hommes | Abandon      | Abandon    | Éliminé      | Éliminé   | Éliminé       | Éliminé |
| Mathieu Neumuller | Slalom hommes       | 1 min 7 s 90 | 48e        | 1 min 2 s 88 | 43e       | 2 min 10 s 78 | 41e     |